# Кира Сеџвик
Кира Сеџвик (енгл. Kyra Sedgwick; Њујорк, 19. август 1965) америчка је глумица. Награђена је Златним глобусом 2007. године за ТВ серију The Closer као најбоља глумица у ТВ драмској серији.

## Приватни живот
Кира Сеџвик се удала за Кевина Бејкона 4. септембра 1988. године. Заједно имају двоје деце, Трејвиса Сеџвик-Бејкона (рођеног 23. јула 1989) и Сузи Рут Бејкон (рођену 15. марта 1992). Она је такође и тетка поп певача Џорџа Нозуке, и његовог млађег брата, сценаристе Џастина Нозуке. Сеџвикова каже да су она и њена породица Јевреји.

## Изабрана филмографија
| Улоге Кире Сеџвик |                 |                            |                  |          |
| Година            | Српски назив    | Изворни назив              | Улога            | Напомена |
| 1989.             | Рођен 4. јула   | Born on the Fourth of July | Дона             |          |
| 1995.             | Поверљиве приче | Something to Talk About    | Ема Реј Кинг     |          |
| 1996.             | Феномен         | Phenomenon                 | Ленс Пенамин     |          |
| 2005.             | Освајач         | Loverboy                   | Емили            |          |
| 2009.             | Гејмер          | Gamer                      | Џина Паркер Смит |          |